# 斯捷波韋 (若夫特涅維區)
47°6′35″N 32°22′46″E / 47.10972°N 32.37944°E
斯捷波韋（烏克蘭語：Степове），是烏克蘭南部的村莊，隸屬尼古拉耶夫州的尼古拉耶夫區。該村始建於1930年，面積0.02平方公里，海拔高度61米，2001年人口336。